# Elencos Sofísticos
Os Elencos Sofísticos (em grego:  Σοφιστικοὶ Ἔλεγχοι; em latim: De Sophisticis Elenchis) são o sexto e último dos tratados lógicos de Aristóteles, reunidos sob o título de Organon, que trata dos sofismas, das anfibologias e falácias. Aristóteles refuta, nele, por exemplo, o Paradoxo do mentiroso.

## Conteúdo da obra
Nesta obra, Aristóteles analisa e classifica os diferentes tipos de paralogismos que as pessoas empregam ao refutar seus interlocutores em um debate dialético. Aristóteles reconhece treze falácias:

### Falácias verbais (in dictione)[1]
- Acento ou ênfase;
- Anfibologia;
- Equívoco;
- Composição;
- Divisão;
- Figura de linguagem.

### Falácias de conteúdo (extra dictionem)
- Acidente;
- Afirmação do consequente;
- Acidente oposto;
- Conclusão irrelevante;
- Petitio principii;
- Causa questionável;
- Pergunta complexa.